# Life Partners
Life Partners es una película estadounidense del género comedia que aún no ha sido estrenada. Está dirigida por Susanna Fogel, escrita por Joni Lefkowitz y Susanna Fogel. En el reparto se encuentran Leighton Meester, Adam Brody, Gillian Jacobs, Greer Grammer, Gabourey Sidibe y Julie White.

## Trama
Dos amigas muy seguras de sí mismas, Paige (Gillian Jacobs) y Sasha quien es lesbiana (Leighton Meester), han hecho un pacto entre ellas, el cual consiste en que Paige no se casará hasta que Sasha no lo haga. Todo marcha bien hasta que Paige conoce a Tim (Adam Brody), un médico joven y bien parecido. A medida que la relación se torna seria, Paige y Sasha tendrán que adaptarse con el tercer miembro en el nuevo círculo de la amistad.

## Reparto
- Leighton Meester como Sasha.
- Adam Brody como Tim.
- Gillian Jacobs como Paige.
- Greer Grammer como Mia.
- Gabourey Sidibe como Jen.
- Julie White como Deborah.
- Abby Elliott
- Kate McKinnon como Trace.
- Monte Markham como Ken.
- Rosanna DeSoto como Mujer en el coche.
- Elizabeth Ho como Valerie.
- Simone Bailly como Angelica.
- Beth Dover como Jenn.
- Zee James como Claire.
- John Forest